# Vito Acconci
Vito Acconci (Bronx, Nova Iorque, 24 de janeiro de 1940 – Manhattan, Nova Iorque, 27 de abril de 2017) foi um arquiteto e artista contemporâneo estadunidense.
Estudou literatura no Holy Cross College, em Nova Iorque, entre 1958 e 1962, frequentando posteriormente a Universidade de Iowa (1960-1964).
Iniciou a sua atividade artística no final dos anos sessenta, reagindo contra a rigidez matemática e a austeridade formal do movimento minimalista que se desenvolveu durante essa década. Procurou então exprimir-se artisticamente de forma intensa na tentativa de provocar reações emotivas e apaixonadas no público.
Considerava esgotado o sistema mercantilista que dominava a produção artística nova-iorquina e que assentava na produção de objetos para vender em galerias. Assim, opondo-se ao carácter comercial da arte, desenvolveu manifestações com carácter efémero que se dirigiam diretamente ao público. Desta forma, adotou a performance como manifestação preferencial para concretizar as suas propostas estéticas e realiza em Nova Iorque, em 1969, a sua primeira exposição individual.
O uso do próprio corpo como tema e material de trabalho e veículo para a expressão liga-o ao movimento da body art. Nas ações que realizou, Acconci aborda normalmente temáticas ligadas à relação entre o homem, o sexo, o prazer e o desejo. Grande parte das performances foram documentadas em fotografias, como é o caso da ação "Seedbed", apresentada em 1972 em Nova Iorque, onde ele se masturbava, escondido debaixo de uma rampa, enquanto falava aos visitantes suas fantasias eróticas através de alto-falantes.
Em 1970 realizou trabalhos em vídeo e em película, de que é exemplo o filme Body Art, concretizado entre 1970 e 1972. Produziu também desenhos e colagens como "L'Attico Roma" (1972), uma colagem de fotografias à qual associa textos escritos com giz sobre cartão. Realizou ainda um conjunto de esculturas e de instalações que colocou em espaços urbanos, explorando o potencial da grande escala para estabelecer relações estranhas com os lugares em que as peças se inserem, de que é exemplo a peça "Multi-bed 4", de 1991.
Foi professor de teoria de arte na School of Visual Arts de Nova Iorque entre 1968 e 1971.